# Denver Pyle
Denver Dell Pyle, född 11 maj 1920 i Kit Carson County, Colorado, död 25 december 1997 i Burbank, Kalifornien, var en amerikansk skådespelare.

## Filmografi (i urval)
- 1947 – Where the North Begins
- 1949 – Hellfire
- 1950 – The Flying Saucer
- 1952 – Fargo
- 1956 – I Killed Wild Bill Hickok
- 1956 – Plats för mord
- 1958 – Uppror i Kina
- 1959 – De tappras väg
- 1962 – Geronimo
- 1965 – Vildast i Västern
- 1966 – Dödsskotten i Phantom Hill
- 1967 – Bonnie och Clyde
- 1967 – Mannen som red in i Dakota
- 1968 – Bandolero
- 1968 – Den siste av de sju
- 1973 – The Legend of Hillbilly John
- 1975 – Den äventyrliga flykten
- 1976 – Welcome to LA
- 1978 – Grizzly Adams 2
- 1997 – The Dukes of Hazzard: Reunion

## Fotnoter
1. 1 2  SNAC, SNAC Ark-ID: w6nx3fjq, läs online, läst: 9 oktober 2017.[källa från Wikidata]
2. 1 2  Find a Grave, Find A Grave-ID: 2331, läs online, läst: 9 oktober 2017.[källa från Wikidata]